# Sítio dos Paines
Sítio dos Paines é uma localidade situada no bairro Pains, no distrito de mesmo nome, no município de Santa Maria, no estado do Rio Grande do Sul, Brasil. Faz parte do conjunto de localidades rurais que compõem a subdivisão do distrito de Pains 1.

## Localização
Localiza-se no bairro Pains, uma grande zona com predominância rural que representa 100% da área do distrito 2.

## Infraestrutura e acesso
O Sítio dos Paines é atendido pelo transporte público municipal, com acesso principalmente pelas linhas 180 (Minuano) e 181 (Passo das Tropas), cujas paradas nas proximidades podem facilitar o deslocamento até a localidade 3.

## Contexto no distrito
O distrito de Pains, atualmente o terceiro distrito administrativo de Santa Maria, conta com uma população majoritariamente rural, inserida em uma região extensa (133 km²) que abriga várias localidades como Vila Marques, Passo das Tropas e o próprio Sítio dos Paines 4.

## Obras e melhorias viárias (atualizações recentes)
A Estrada Municipal Sílvio Schirmer, conhecida como Estrada dos Pains e que possivelmente dá acesso ao Sítio dos Paines, passou por bloqueios executados pela Prefeitura Municipal de Santa Maria entre março e abril de 2025. O bloqueio parcial ocorreu entre a Subestação da RGE 2 e o Parque do Centro de Eventos Sentinela, sendo hoje um bloqueio total no trecho entre o Trevo da Faixa Nova (RST-287) e a Rua Agrimensor João Alves dos Santos, para obras de drenagem e pavimentação da Avenida Perimetral Sul-Leste 5.